# King of Asgard
Pour les articles homonymes, voir Asgard.
King of Asgard est un groupe suédois de death metal mélodique, originaire de Mjölby. Le groupe, actuellement signé au label Metal Blade Records, compte à son actif, en 2016, une démo, un single, et trois albums studio.

## Historique
King of Asgard est formé en 2008, par les anciens membres de Mithotyn, groupe suédois de viking metal, Karl Beckmann (guitare et chant) et Karsten Larsson (batterie),. Ils sont rejoints par le guitariste Lars Tängmark et Jonas Albrektsson, pour l'enregistrement de leur première démo Prince of Märings, sur laquelle ils explorent leurs racines norvégiennes accompagnée de black metal, doom metal, et d'instruments traditionnels.
Un an plus tard, King of Asgard signe au label Metal Blade Records. Le groupe laisse de côté le folk metal pour se concentrer sur une musique plus agressive, et commence à enregistrer son premier album studio intitulé Fi'mbulvintr en seulement 12 jours, du 19 au 31 mars 2010. L'album, annoncé en juin, est publié le 16 août 2010 en Europe et le 17 août 2010 aux États-Unis, et distribué chez Metal Blade Records,. L'album, qui contient un total de 13 chansons, est bien accueilli par l'ensemble de la presse spécialisée. En août 2010, le groupe publie la vidéo de son clip de la chanson Einhärjar, issue de l'album. En septembre 2010, le groupe ajoute le guitariste Lars Tängmark dans ses rangs.
Deux ans plus tard, en 2012, le groupe s'attèle à l'enregistrement d'un deuxième album studio. Ce deuxième album, intitulé ...To North, est enregistré aux Sonic Train Studios de Varberg aux côtés d'Andy La Rocque. Il est annoncé pour le 30 juillet la même année. Il est finalement publié les 27 et 30 juillet en Europe, et le 31 juillet en Amérique du Nord. Comme son prédécesseur, Fi’mbulvintr, ...To North est favorablement accueilli par la presse spécialisée,,.
En mars 2014, le groupe entre de nouveau en studio pour l'enregistrement d'un troisième album. Ce troisième album, Karg est annoncé pour juillet 2014. Il est finalement publié le 17 juillet en Europe et le 21 juillet en Amérique du Nord, toujours au label Metal Blade Records,.
En mai 2015, le groupe ajoute le guitariste Ted Sjulmark dans ses rangs, après le départ de Lars Tängmark. En décembre 2015, King of Asgard est annoncé au Ragnard Rock Festival 2016 en Allemagne. En mai 2016, le groupe se lance dans l'enregistrement de son quatrième album studio, annoncé sous le titre :taudr: à l'automne 2016 chez Trollmusic, label auquel il signe la même année,.

## Membres

### Membres actuels
- Karl Beckmann – chant, guitare (depuis 2008)[5]
- Jonas Albrektsson – basse (depuis 2009)[5]
- Mathias Westman – batterie (depuis 2015)[5]
- Ted Sjulmark – guitare (depuis 2015)[5]

### Anciens membres
- Karsten Larsson – batterie (2008-2015)[5]
- Lars Tängmark – guitare (2010-2015)[5]

## Discographie
- 2009 : Prince of Märings (démo)
- 2010 : Fi'mbulvintr (album studio)
- 2012 : ... to North (album studio)
- 2014 : The Runes of Hel (single)
- 2014 : Karg (album studio)
- 2017 : Taudr (album studio)
- 2021 : Svartrviðr (album studio)

## Vidéographie
- 2010 : Einhärjar
- 2012 : The Nine Worlds Burn